# Municipio Tovar (Aragua)
El Municipio Tovar es uno de los 18 municipios del estado Aragua. Su capital es la Colonia Tovar. Tiene una superficie de 225 km² (4,02 % del territorio del estado) y una población de 21 600 habitantes (censo 2011).

## Geografía

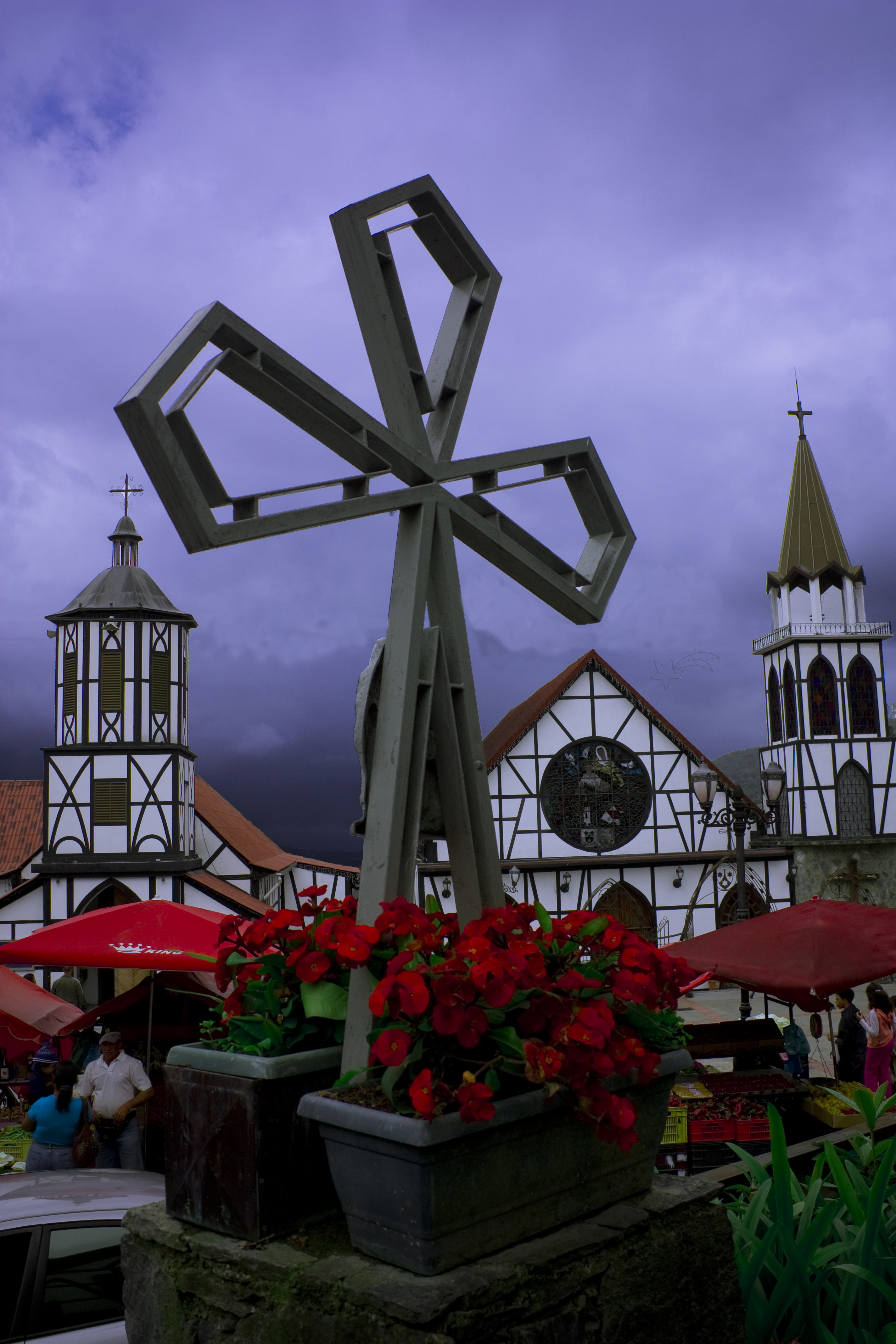
Iglesia de San Martín de Tours, Municipio Tovar

Este municipio se encuentra en el norte del estado Aragua. El municipio tiene forma de una "L", y limita al norte con el mar Caribe, al noreste con el estado Vargas, al este con el Distrito Capital, (específicamente con el municipio Libertador) y el estado Miranda, por el sur desde el río Aragua hasta topo el Zamuro, y por el oeste con el municipio Santiago Mariño. En el municipio, viven un total de 14 000 personas, la mayoría en la Colonia Tovar; el resto, en los alrededores y en el resto del municipio. La temperatura fluctúa entre los 16 y los 28 °C (grados Celsius) debido a la altitud a la que se encuentra el municipio, en plena cordillera de la costa; esto atrae a muchos temporadistas al municipio.

## Economía
Sus principales actividades económicas son el turismo además de la agricultura, algunas frutas como las fresas, las moras y los duraznos, cuya cosecha es escasa en esta zona del país, y la producción de galletas, embutidos y cerveza hechas por los mismos pobladores que se encuentran en la colonia Tovar y en el resto de las poblaciones del municipio y parte aledañas del estado Aragua.
Poder Ejecutivo
Como municipio venezolano autónomo, Tovar escoge cada 4 años en elecciones directas a su alcalde, que es el jefe del ejecutivo municipal y primera autoridad civil, que puede ser reelecto para periodos adicionales y puede ser revocado a la mitad de su mandato mediante referéndum.
El alcalde de Tovar está asesorado por un grupo de directores, quienes representan el poder ejecutivo municipal. El municipio posee su propia contraloría, procuraduría, institutos autónomos, fundaciones, policía, escudo y bandera
Poder Legislativo
Está representado por el concejo municipal, que está integrado por siete (7) concejales electos cada 4 años, quienes emiten ordenanzas de cumplimiento obligatorio en el municipio, aprueban el presupuesto y deben supervisar la actuaciones del alcalde.

## Población
Según el censo nacional de Venezuela de 2011, el municipio Tovar cuenta con una población de 14 161 habitantes.

### Etnografía
La inmensa mayoría es de fenotipo blanco caucásico descendientes de los más de 400 inmigrantes alemanes llegados en 1843 a fundar la Colonia Tovar, y de los que se les unieron a mediados de 1890 desde los años 80 del siglo XX se ha reportado una importante migración de personas del distrito capital (Caracas) de fenotipo blanco. Hay una comunidad importante, aunque minoritaria, de mulatos en la costa, a pesar de que en la actualidad no se puede esconder el mestizaje entre los venezolanos criollos y los germano-venezolanos.
- El 36,7 % son morenos
- El 1,7 % son negros o afrodescendientes
- El 0,02 % son amerindios
- El 61,58 % son blancos

## Capital y parroquias
El Municipio Autónomo Tovar posee una sola parroquia:
La parroquia Colonia Tovar
Localidad que a su vez es la población más grande, donde se concentra la mayoría de la población y es la capital municipal, sede de las instituciones municipales.
Existen 28 pequeños caseríos adicionales a la Colonia Tovar en el resto del territorio municipal.
Además, el municipio cuenta con un caserío costero que es Puerto Maya, un sitio de difícil acceso y poco conocido.

## Cultura
Tiene diversas expresiones culturales como las fiestas patronales en honor a San Martín de Tours, y también se realizan fiestas en el aniversario de la Colonia Tovar y, al igual que en toda Venezuela, se celebran otras épocas como carnaval, Semana Santa entre otras.

## Símbolos del municipio Tovar
Escudo del municipio Tovar
Bandera del municipio Tovar
Himno del municipio Tovar
Autor/compositor: Jairo Zuleta
Año: 2000

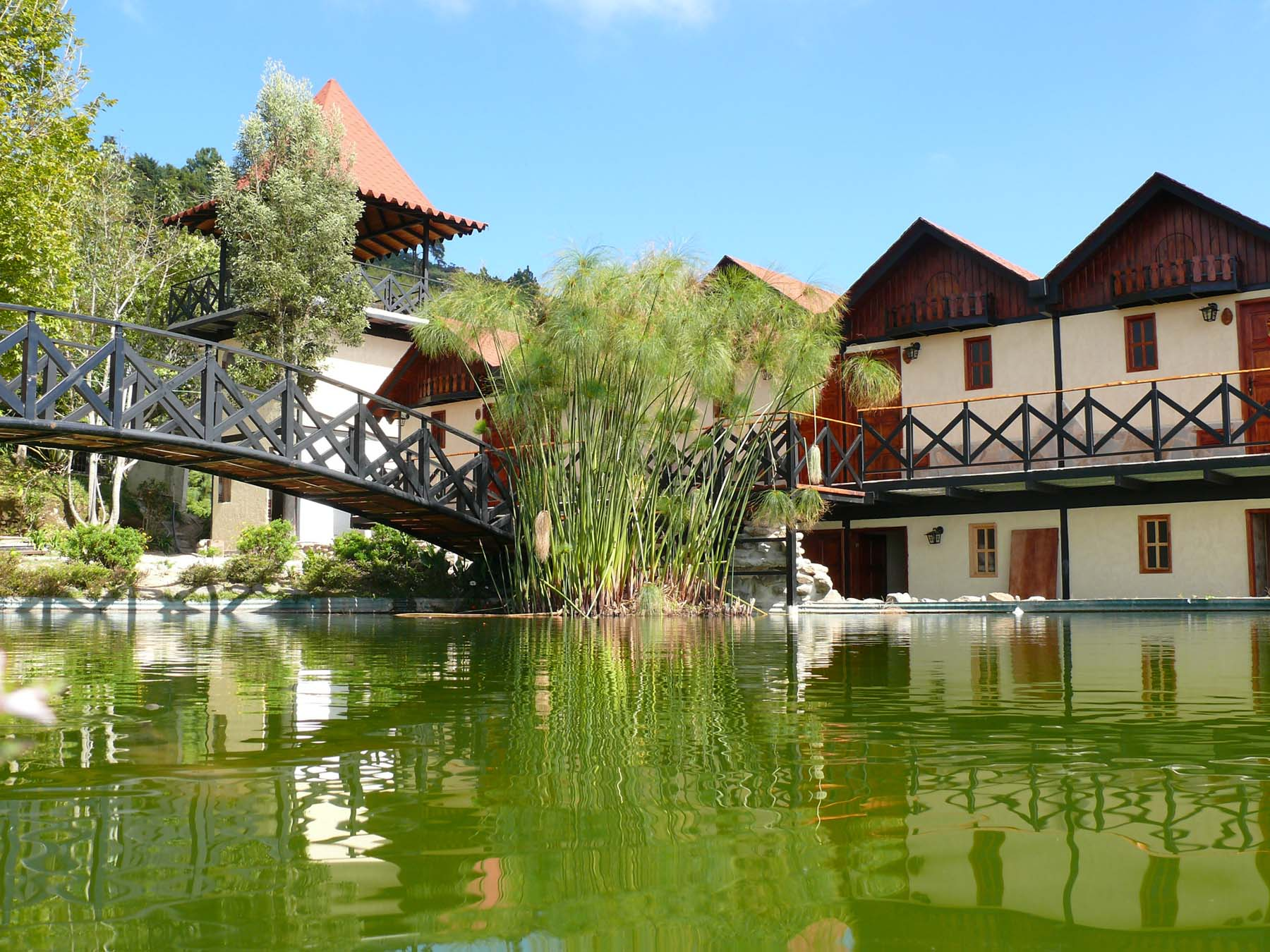
Viviendas típicas del municipio

| El Kaiserstuhl región que el sueño aceptó Del gran Le Havre, la Clemence zarpó Y los colonos juntos vinieron a arar las tierras que les dio Manuel Tovar. Subieron cordilleras desde Choroni la selva nuevo hogar, el porvenir, sus casas construyeron aquí en el palmar montañas que Dios permitió sembrar. El Caribe Venezuela patria allende el mar, madre de esta hermosa aldea Colonia Tovar. Flores, fresas y duraznos fértil cultivar, piedras, pinos y molinos, Colonia Tovar. |

Alemán
| Der Kaiserstuhl vereinbart, dass der Schlaf Die große Le Havre, segelte Clemence Und Siedler kamen zusammen, um zu pflügen das Land, das Manuel Tovar gab. Altamira Bergketten stieg aus dem Dschungel neues Zuhause dPeríodoie Zukunft, ihre Häuser hier in der palmaren gebaut Plant Berge, die Gott erlaubt. Venezuela's Caribbean Heimat über das Meer, Mutter dieses schönen Dorf Colonia Tovar. Blumen, Erdbeeren und Pfirsiche wachsen fruchtbar, Steine, Kiefern-und Mühlen, Colonia Tovar. |

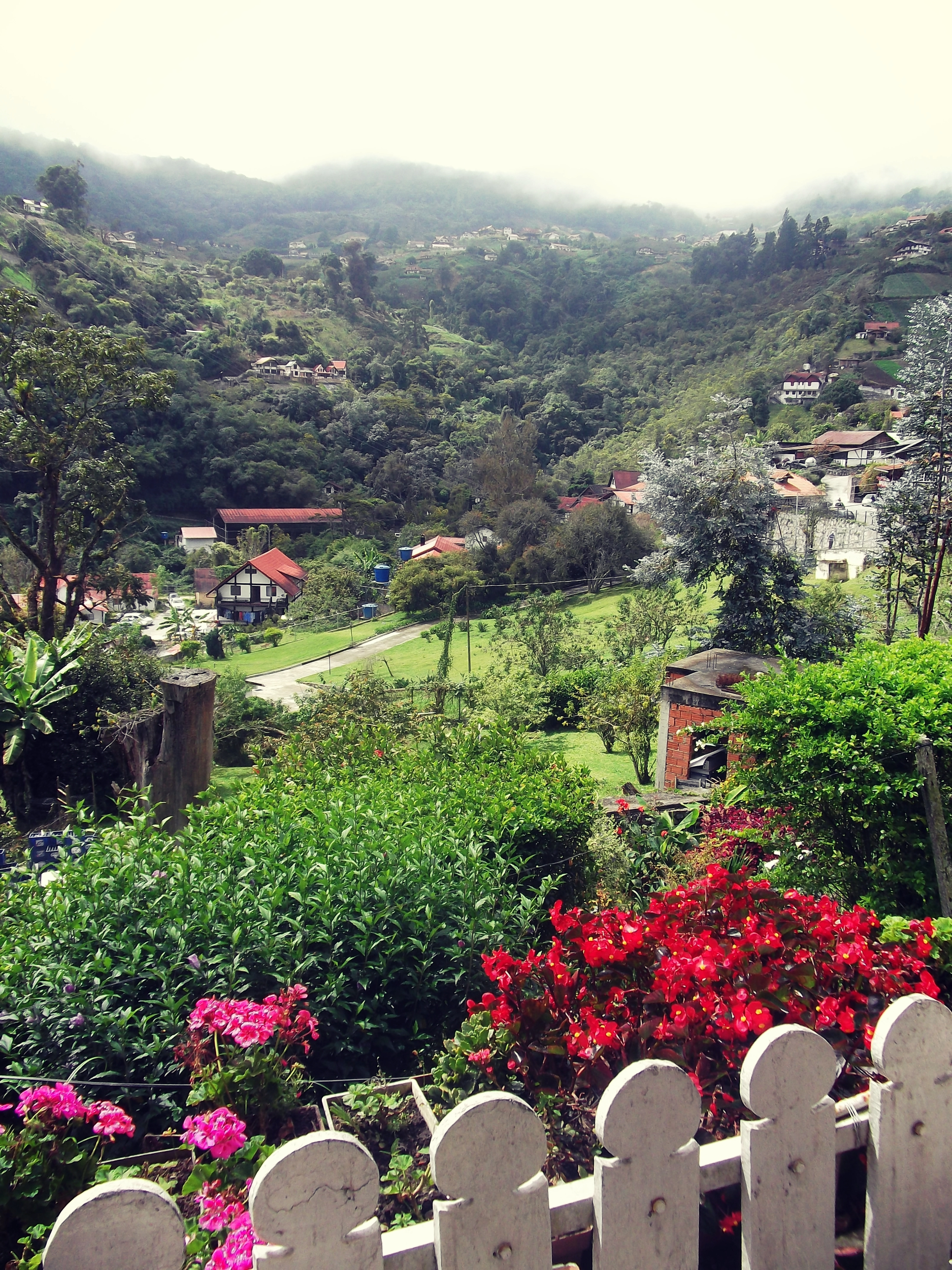
Paisaje de la Colonia Tovar

## Política y gobierno

### Alcaldes
| Período     | Alcalde           | Partido político / Alianza | % de votos | Notas |
| ----------- | ----------------- | -------------------------- | ---------- | --- |
| 1989 - 1992 | Esteban Bocaranda | COPEI                      | 44,10      | Primer alcalde bajo elecciones directas |
| 1992 - 1994 | Esteban Bocaranda | COPEI                      | 60,19      | Releecto (Renunció a la alcaldía para postularse al congreso de la república)                                                                         |
| 1994 - 1995 | Ciro Breidenbach  | CONVERGENCIA               | -          | Segundo alcalde bajo elecciones directas |
| 1995 - 2000 | Esteban Bocaranda | COPEI                      | -          | Tercer alcalde bajo elecciones directas (se realizaron elecciones generales adelantadas en el 2000 debido a la aprobación de la Constitución de 1999) |
| 2000 - 2004 | Alfredo Durr      | PPT                        | 37,65      | Cuarto alcalde bajo elecciones directas |
| 2004 - 2008 | Esteban Bocaranda | FRESA                      | 32,77      | Quinto alcalde bajo elecciones directas |
| 2008 - 2013 | Alfredo Durr      | PSUV                       | 42,31      | Sexto alcalde bajo elecciones directas (se postergan 1 año las elecciones municipales pautadas para finales del 2012)                                 |
| 2013 - 2017 | Henry Vásquez     | PSUV                       | 52,49      | Séptimo alcalde bajo elecciones directas |
| 2017 - 2020 | Esteban Bocaranda | COPEI                      | 51,46      | Octavo alcalde bajo elecciones directas. Alcalde muere en ejercicio de su cargo en 2020                                                               |
| 2020 - 2021 | Darwin Cáceres    | PSUV                       |            | (alcalde interino en condición de presidente del concejo municipal tras la muerte del titular)                                                        |
| 2021 - 2025 | Darwin Cáceres    | PSUV                       | 48,82      | Noveno alcalde bajo elecciones directas |

### Concejo municipal
Período 1989 - 1992
| Concejales             | Partido político / Alianza |
| ---------------------- | -------------------------- |
| Fermín Muttach         | COPEI                      |
| José Luis Breimdembach | COPEI                      |
| Fidel Muttach          | COPEI                      |
| Luis Camacho Pérez     | MAS                        |
| Froilán Vázquez        | AD                         |

Período 1992 - 1995
| Concejales      | Partido político / Alianza |
| --------------- | -------------------------- |
| José Sandoval   | COPEI                      |
| Bruno Gutt      | COPEI                      |
| Amado Then      | COPEI                      |
| Orlando Gutt    | COPEI                      |
| Roberto Kansler | AD                         |

Período 1995 - 2000
| Concejales:          | Partido político / Alianza |
| -------------------- | -------------------------- |
| Carlos Yanez         | COPEI                      |
| Gisela Breimdembach  | COPEI                      |
| Alfredo Breimdembach | COPEI                      |
| Elio Misle           | CONVERGENCIA               |
| Meregildo Sandoval   | CONVERGENCIA               |

Período 2000 - 2005
| Concejales:   | Partido político / Alianza |
| ------------- | -------------------------- |
| Juan Sandoval | PPT                        |
| Luis Pérez    | PPT                        |
| Simon Ruthman | PPT                        |
| José Dorta    | MVR                        |
| Joel Alemán   | LCR                        |

Período 2005 - 2013
| Concejales:        | Partido político / Alianza |
| ------------------ | -------------------------- |
| Felix Rengifo      | MVR                        |
| Reinaldo Sur       | MVR                        |
| Henry Vasquez      | PODEMOS                    |
| Anacleto Mayora    | PODEMOS                    |
| Oraida Bergman     | FRESA                      |
| Arelis Breidembach | FRESA                      |
| Felix Canelon      | PPT                        |

Período 2013 - 2018
| Concejales       | Partido político/alianza |
| ---------------- | ------------------------ |
| Darwin Cáceres   | PSUV                     |
| Felipe Fehr      | PSUV                     |
| Alexis Jiménez   | PSUV                     |
| Santiaga Ynojosa | PSUV                     |
| Abrahan Adraz    | PSUV                     |
| Anacleto Mayora  | PSUV                     |
| Haidy Collin     | MOVEV                    |

Período 2018 - 2021
| Concejales         | Partido político/alianza |
| ------------------ | ------------------------ |
| Jorge Guzmán       | PSUV                     |
| Maximiliano Suarez | PSUV                     |
| Tania Bernal       | PSUV                     |
| Susana Rivas       | PSUV                     |
| Claudia Páez       | PSUV                     |
| Darwin Cáceres     | PSUV                     |
| Santiaga Ynojosa   | PSUV                     |

Periodo 2021 - 2025
| Concejales:       | Partido político / Alianza |
| ----------------- | -------------------------- |
| Rux Castellanos   | PSUV                       |
| Francisco Sánchez | PSUV                       |
| Santiaga Ynojosa  | PSUV                       |
| Franklin Delgado  | PSUV                       |
| Ysabel Rivas      | PSUV                       |
| Alexis Chirguita  | PSUV                       |
| Ivan Besson       | MUD                        |